# Тартаки
Тартаки́ (бел. Тартакі) — деревня в Барановичском районе Брестской области Беларуси. Входит в состав Леснянского сельсовета. Население — 42 человека (2019).
Название происходит от слова тартак — лесопилка.

## География
Деревня расположена в юго-западной части района, в 24 км по автодорогам к юго-западу от города Барановичи и на расстоянии 5 км по прямой (8,5 км по автодорогам) к северо-западу от центра сельсовета, агрогородка Лесная.
К югу от деревни протекает река Деревянка, левый приток реки Лохозва. На западе примыкает ландшафтный заказник «Стронга».

## История
Возникновение современной деревни связано с лесозаготовкой. Сначала здесь существовала лесопилка, вокруг которой было построено поселение. В 1798 году Тартаки принадлежали магнатам Сапегам, с 1854 года стали государственным владением. В тот год в деревне было 10 домов. В первой половине XIX века работали корчма, лесопилка, железоплавильный и спиртовой заводы. В 1867 году была построена мельница (действовала до 1963 года) и сукновальня, которая просуществовала до Первой мировой войны.
В 1892 году здесь было 14 дворов. По переписи 1897 года — деревня Новомышской волости Новогрудского уезда Минской губернии, 19 дворов и бумажная фабрика. На карте 1910 года указана под названием Тартак. В 1909 году — 36 дворов.
Согласно Рижскому мирному договору (1921) населённый пункт вошёл в состав межвоенной Польши, где принадлежал гмине Новая Мышь Барановичского повета Новогрудского воеводства. По переписи 1921 года в деревне Тартак числилось 31 жилое здание, в которых проживал 191 человек (94 мужчины, 97 женщин), из них 186 поляков и 5 белорусов (по вероисповеданию 133 римских католика и 58 православных).
С 1939 года в составе БССР. С 15 января 1940 года в Новомышском районе Барановичской, с 8 января 1954 года Брестской областей. 8 апреля 1957 года район переименован в Барановичский.
С конца июня 1941 до 9 июля 1944 года деревня была оккупирована немецко-фашистскими захватчиками, убиты 12 человек и разрушено 27 домов из 71. На фронтах войны погибло 6 сельчан.
Ныне работает магазин «Родны кут», к югу от деревни расположено кладбище.

## Население
По состоянию на 1 января 2023 года в деревне проживал 61 человек в 48 хозяйствах.
| Численность населения (по переписи) | Численность населения (по переписи) | Численность населения (по переписи) | Численность населения (по переписи) | Численность населения (по переписи) | Численность населения (по переписи) | Численность населения (по переписи) | Численность населения (по переписи) | Численность населения (по переписи) |
| 1897                                | 1909                                | 1921                                | 1939                                | 1959                                | 1970                                | 1999                                | 2009                                | 2019                                |
| ----------------------------------- | ----------------------------------- | ----------------------------------- | ----------------------------------- | ----------------------------------- | ----------------------------------- | ----------------------------------- | ----------------------------------- | ----------------------------------- |
| 192                                 | ↗330                                | ↘191                                | ↗289                                | ↗388                                | ↘350                                | ↘107                                | ↘80                                 | ↘42                                 |

## Достопримечательности
- Братская могила советских воинов. Похоронены 10 советских воинов, погибших в июле 1944 года в боях немецко-фашистскими захватчиками (6 известны и 4 неизвестны). В 1962 году на могиле установлен памятник — скульптура солдата[1][9].
- Братская могила. Похоронены 12 793 военнопленных Советской Армии (12 известны и 12 781 неизвестны)[1].